# Lothar Korvin

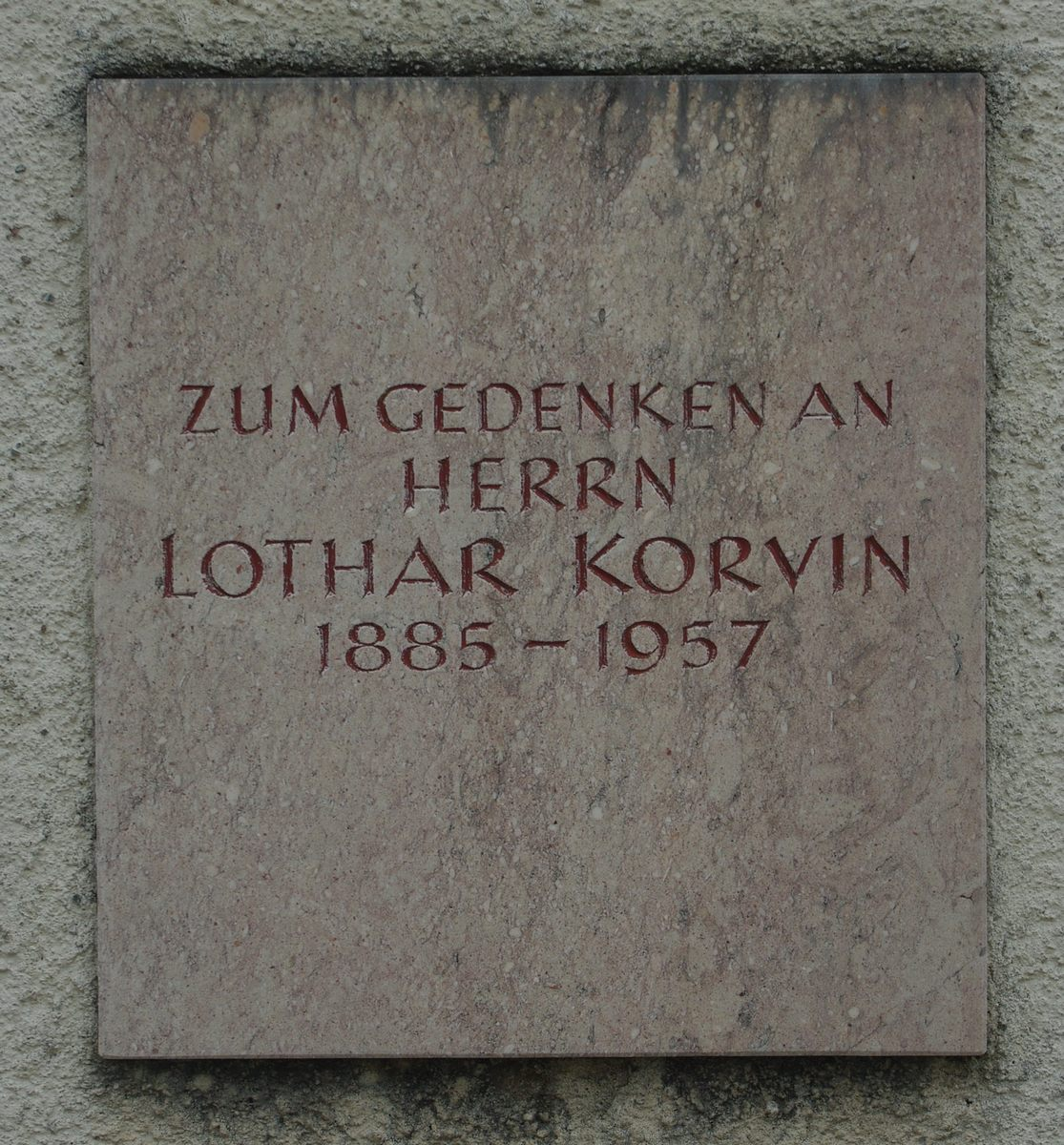
Gedenktafel im Friedhof St. Zeno.

Lothar Erich Korvin (* 6. August 1884 in Wien; † 1957 in Bad Reichenhall) war ein österreichischer Maler, Radierer und Grafiker.

## Leben
Über Lothar Korvins Leben ist wenig bekannt. Sicher ist, dass er bereits Mitte der 1920er Jahre in Bad Reichenhall wirkte. Für eine Neuauflage von Meister Wurtz’ „Badekur“, die 1925 von den Reichenhaller Ärzten Carl Schöppner und Karl von Heinleth teilweise neu verfasst wurde, fertigte Korvin neue Illustrationen an.
Korvin starb 1957 in Bad Reichenhall.

## Werke
Lothar Korvin schuf im Laufe seines Lebens viele unterschiedliche Werke. Neben Gemälden – darunter viele Tiermotive in Öl – schuf er unzählige Werke, die im engen Zusammenhang mit seiner Wirkungsstätte Bad Reichenhall und dem Fremdenverkehr stehen. Zu den bekanntesten Motiven zählen dabei Stadtpläne oder Motive der Predigtstuhlbahn.
Zudem war Korvin insbesondere in Bad Reichenhall als Fresken- und Fassadenmaler bekannt. Gemeinsam mit dem heimischen Maler Franz Murr gestaltete er in den späten 1920er Jahren die für insgesamt 125 Personen bestimmten elf pneumatischen Kammern im Kurmittelhaus mit Malereien mit Pflanzen- und Tiermotiven, japanischen Landschaften und alpenländischen Gebirgsszenarien. Im ehemaligen Ludwigsbad, in dem zeitweise das Reichenhaller Tagblatt gedruckt wurde, gestaltete Korvin den ehemaligen Tanzsaal mit Motiven der Buchdruckerei von einer einfachen Handpresse von 1840 bis zu einer damals modernen Großdruckerei. Zu Korvins künstlerischen Werken an Hausfassaden zählen unter anderem die Motive der Schindelherstellung bei der Firma Rapold an der Thumseestraße, am Alten Brothaus in der Poststraße sowie am Haus Florianiplatz 18.

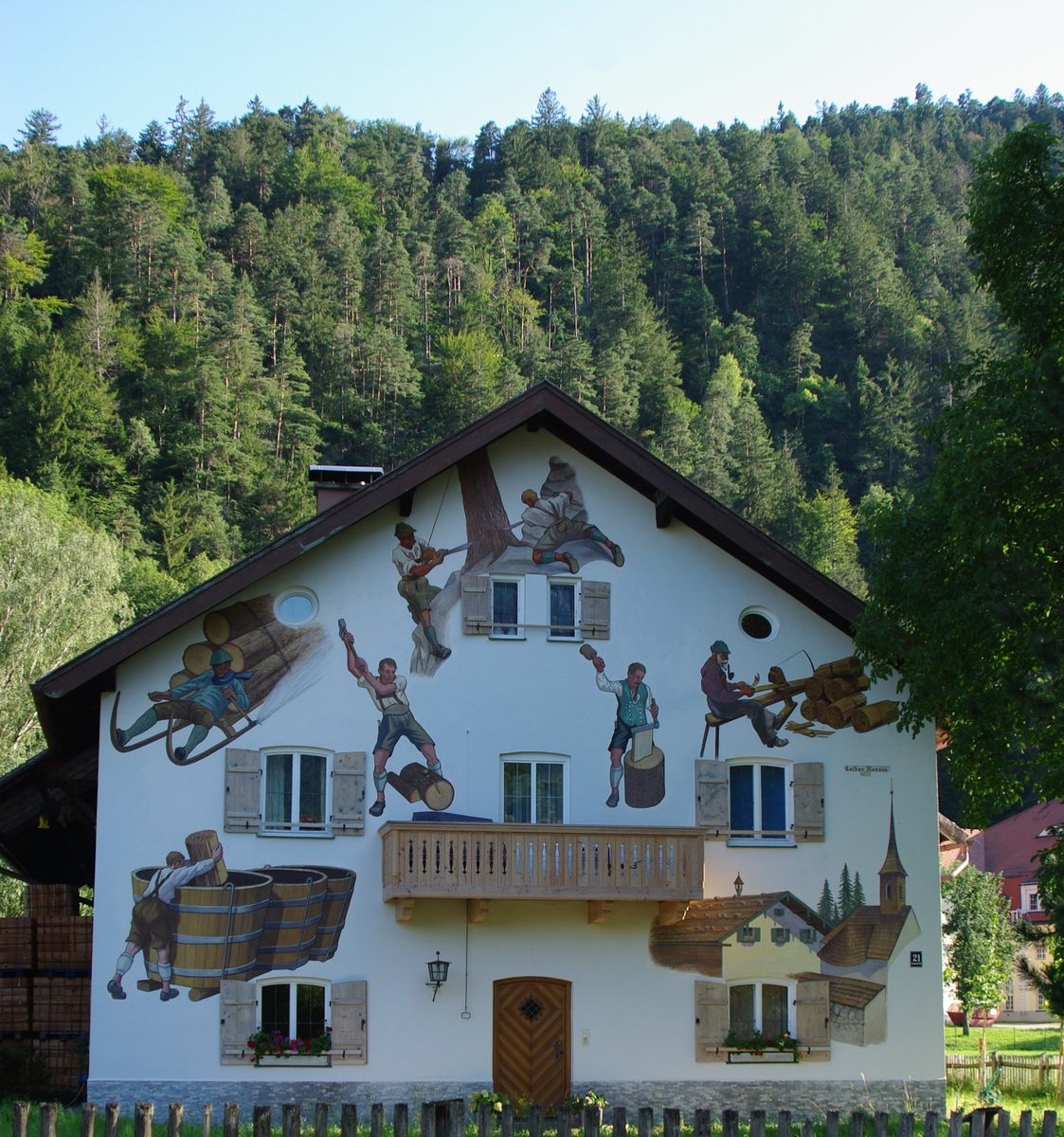
Thumseestraße 21; Motive Schindelherstellung (1937)
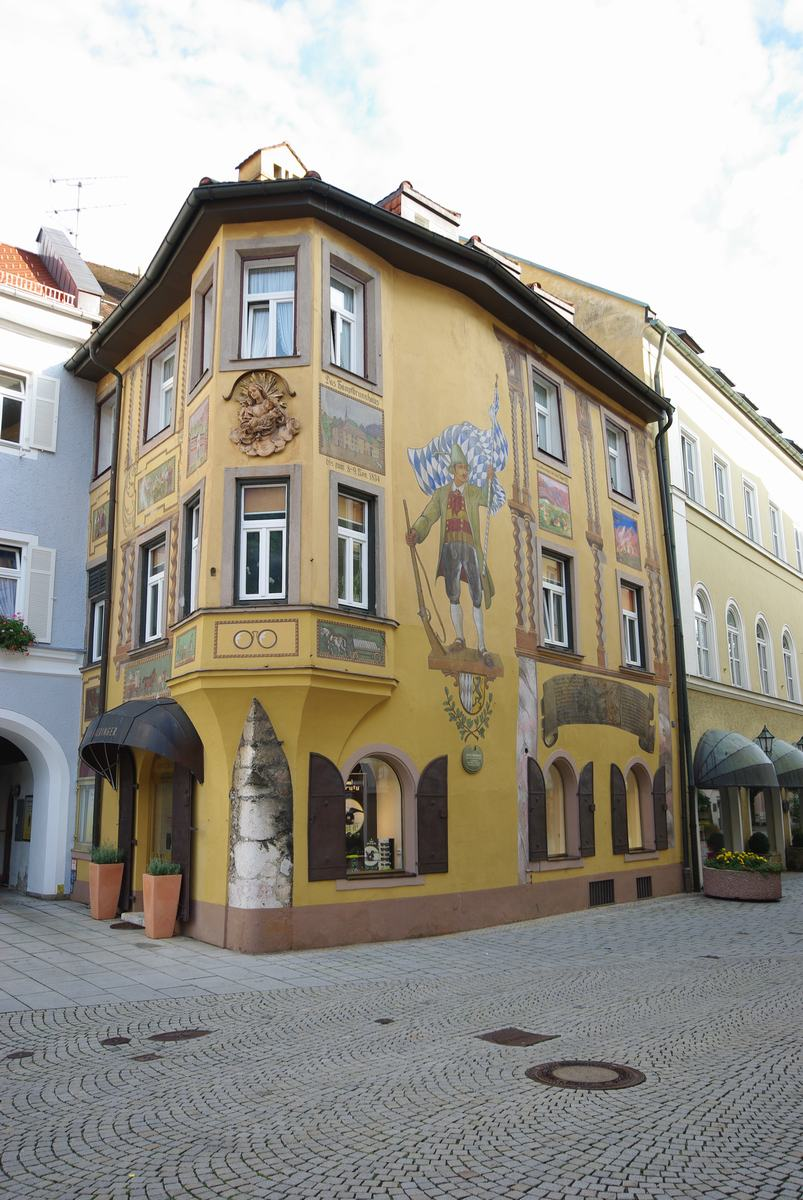
Altes Brothaus
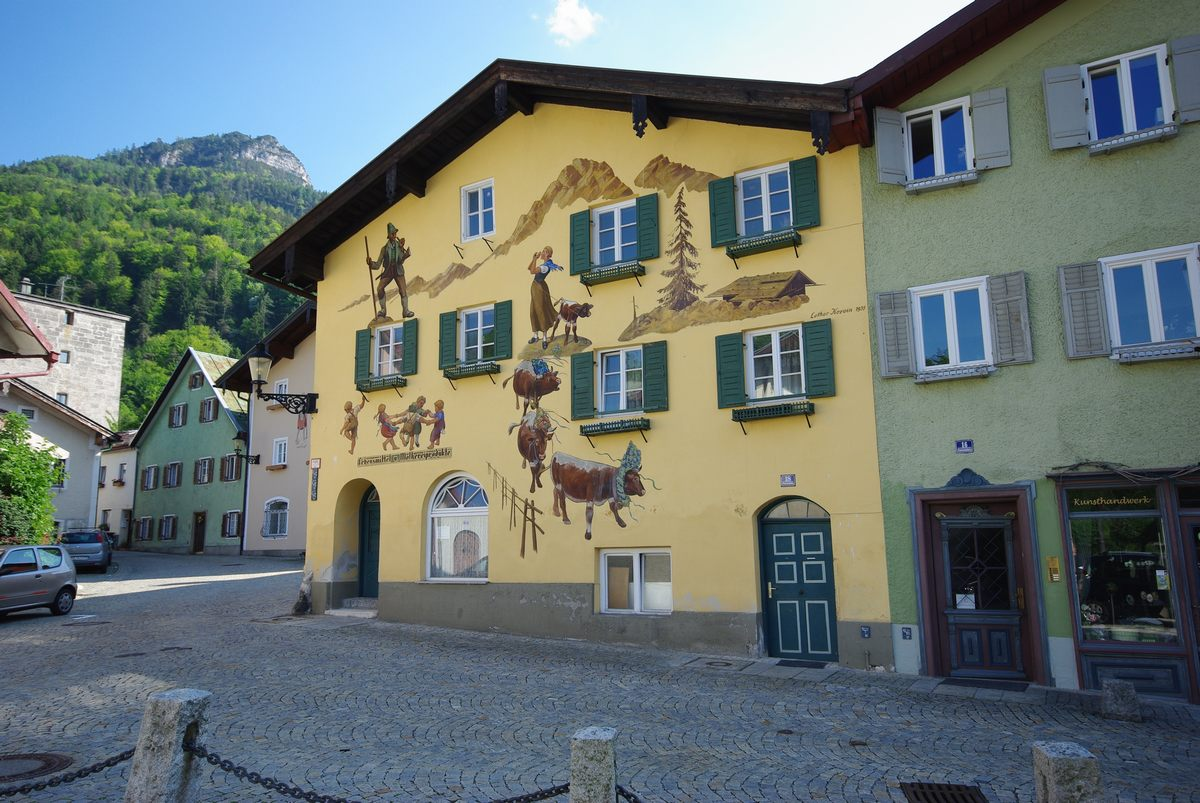
Florianiplatz 18; Alpenländische Motive (1935)